# Dystocie des épaules
 Mise en garde médicale
Le terme de dystocie des épaules ou osseuse qualifie les difficultés de l'accouchement liées au bassin osseux maternel (notion introduite au XVIIe siècle, par Arantius, élève de Vésale).
Longtemps cela a été un problème majeur pour la survie des mères comme des enfants. Le pronostic pour la femme était mauvais. Avant les notions d'asepsie (absence de germes, 1847) et d'antisepsie (destruction des germes, 1867), il y avait dans les grandes villes françaises une mortalité maternelle de 20 à 50 % chez les femmes normalement conformées (du fait principalement des maladies que l'on qualifierait aujourd'hui de nosocomiales).
Le pronostic pour l'enfant, dans les cas de déformation rachitique du bassin, était encore plus réservé, la longueur du travail compromettant sa vitalité (hémorragies méningées, etc.).

## Définition
- Dystocie sévère propre à l'accouchement d'un gros fœtus, se caractérisant par l'absence d'engagement des épaules après expulsion de la tête. L'augmentation du diamètre biacromial (> à 13 cm) ou parfois son orientation anormale dans le diamètre antéro-postérieur provoque la butée des saillies acromio-claviculaires sur la margelle du détroit supérieur.
- Cette dystocie est à différencier de la difficulté aux épaules qui correspond à un blocage de l'épaule postérieure dans l'excavation.

## Les malformations du bassin
La liste suivante n'est pas exhaustive, et n'a qu'une valeur d'exemple.

### Les bassins viciés par une trop grande malléabilité
- Rachitisme : carence de vitamine D chez l'enfant, donc pendant la croissance.

- Ostéomalacie : responsable des « bassins en caoutchouc ». Elle apparaissait surtout chez la femme carencée en vitamine D, multipare, et s'aggravait de couche en couche, elle était pour cela qualifiée de puerpérale (la vitamine D joue un rôle important dans l'absorption intestinale du calcium, nécessaire à la minéralisation de l'os et donc à sa dureté). Fehling[Qui ?] a proposé en 1887 la « castration[Quoi ?] » comme remède.

### Les bassins viciés par des anomalies de développement
- Par exemple, le « bassin oblique ovalaire de Nægele ». C'est une malformation asymétrique extrêmement rare, due à une agénésie (absence) d'aileron sacré, avec synostose sacro-iliaque homolatérale (c’est-à-dire soudure du sacrum et de l'iliaque du même côté). Les patientes atteintes laissaient bien souvent « leur bassin aux musées », selon le mot de Tchérépakhine. Notons également les rarissimes « bassin de Robert » et bassin de Robert æqualiter justo minor.

- Nanisme (par hypothyroïdie…)

### Les pathologies infectieuses
- Localisation à l'os iliaque de la tuberculose…

## Causes de la dystocie des épaules
L'engagement des épaules se fait au moment du dégagement de la tête. Lorsqu'il y a dystocie des épaules, il y a immobilisation du diamètre biacromial attirant la tête vers le bassin. Celle-ci se colle à la vulve sans mouvement de restitution possible ou difficile, se cyanose, devient violacée, l'enfant gaspe. C'est une situation impressionnante qui peut inciter à des manœuvres de traction pouvant entraîner la mort du fœtus.

## Conduite à tenir

### Ne pas créer une dystocie des épaules
- Manœuvre inappropriée en tirant la tête dans un plan parallèle au sol ou en bloquant l'épaule antérieure derrière la symphyse pubienne

### Manœuvre à faire
- Ne pas être seul (si possible, profiter d'une analgésie péridurale)
- Épisiotomie non systématique

#### Dans un premier temps si l'épaule postérieure est dans l'excavation pelvienne
- Il y a une épaule au toucher vaginal
- Manœuvre de Mac Roberts : Flexion extrême des cuisses en abduction : Réduction de la lordose lombaire et glissement de la symphyse pubienne sur l'épaule antérieure. Pression simultanée sur la ligne médiane au-dessus de la symphyse pubienne entrainant une diminution du diamètre biacromial[2].

- Manœuvre de Couder : Introduction de deux doigts sous la symphyse pubienne jusqu'au coude antérieur du fœtus, dégageant le bras antérieur par abaissement du bras sous la symphyse. On obtient ainsi le désenclavement de l'épaule postérieure. Compression suspubienne de l'épaule antérieure permettant son orientation dans un diamètre oblique. La manœuvre de Couder n'est possible que si l'épaule antérieure est sortie, donc pas de dystocie des épaules, la dystocie des épaules étant caractérisée par l'impossibilité de sortie des épaules. la tête, seule, est dehors. Pour effectuer la manœuvre de Couder, il faut un engagement de l'épaule antérieure.

- Manœuvre de Wood : Double rotation axiale du fœtus permettant la transformation de l'épaule postérieure en épaule antérieure pour en permettre le dégagement. Il faut tourner les épaules et non la tête du fœtus sinon il existe des risques important de fracture ou d'élongation du plexus brachial. On introduit les doigts sur le face postérieure de l'épaule postérieure.

- Manœuvre de Hibbard : Permet l'engagement de l'épaule antérieure puis l'évolution de l'ensemble des épaules grâce à un abaissement simple de la tête fœtale aidée d'une expression utérine douce.

#### Vraie dystocie des épaules: accrochage des épaules au bord du bassin osseux maternel (détroit supérieur)
- Manœuvre de Jacquemier : Réduction du diamètre biacromial en un diamètre acromio-thoracique soit une réduction de trois centimètres : La main utilisée est celle de la présentation ; celle-ci monte jusqu'au sinus sacro-iliaque correspondant à l'épaule postérieure (donc opposé au dos fœtal) qui bute sur le promontoire. La main postérieure du fœtus est saisie par le poignet, abaissée dans les voies génitales selon un axe ombilico-coccygien dans le plan ventral, l'humérus étant protégé par les doigts de l'opérateur placés en attelle. On obtient une diminution du diamètre biacromial, extraction du membre, on effectue une rotation de 180°, l'épaule antérieure devenue postérieure, est alors abaissée. On peut refaire cette manœuvre après rotation de 180° si la première tentative échoue[3].

- Manœuvre de Letellier : Glisser la main en arrière (main droite pour l'épaule gauche). Main nue, savonnée. Localiser l'épaule au détroit supérieur. Passer l'index en crochet dans l'aisselle, d'arrière en avant. Le pouce peut être amené en pince thénar. Les articulations de son doigt et de son poignet, l'avant-bras travaille car le bras de levier de l'opérateur est long. Quand l'épaule est mise en mouvement, chercher à engager, donc pousser vers l'avant et vers le bas en vrille. Le geste devient facile, naturel. Amener l'épaule à l'ogive pubienne où elle est dégagée de façon classique, doigts en attelle sur l'humérus. Le trajet de l'épaule est d'abord dans le plan du détroit supérieur, ensuite en spirale dans l'excavation jusqu'à l'ogive pubienne. La clavicule transmet l'effort en traction, au sternum. Le thorax accompagne la rotation. L'épaule est progressivement « haussée ». Le diamètre acromio-thoracique s'est réduit sans aucune traction sur le cou.
- Manœuvre de Zavanelli : Réintégration de la tête fœtale dans les voies génitales suivie d'une extraction par césarienne[4].

#### Manœuvre Gaskin
Manœuvre enseignée à la plupart des ob-gyns américains, popularisée par la sage-femme Ina May Gaskin (voir Ina May's Guide to childbirth ainsi que Spiritual Midwifery. Cette manœuvre consiste à placer la mère en position «4 pattes», et grâce à la rotation du corps nécessaire pour se mettre en position, permet de décoincer le bébé. Il faudrait aussi ajouter que cette position permet d'éviter une compression du coccyx, amenant donc une ouverture du bassin de quelques centimètres additionnels. D'après Madame Gaskin, cette technique est quasi infaillible, et surtout, n'est traumatisante ni pour la mère ni pour le bébé.

#### Manœuvres historiques
- La fracture délibérée de la clavicule du fœtus, voire sa section aux ciseaux de Dubois (cléidotomie).
- La symphysiotomie partielle selon la méthode de Zarate (1924).
- Manœuvres sur fœtus mort : manœuvre de RibemontDessaignes (1893) : dégagement successif des deux bras en les fracturant pour pouvoir les abaisser. Embryotomies : soit cléidotomie bilatérale aux ciseaux de Dubois, soit amputation de l'épaule, soit thoracotomie avec éviscération, soit embryotomie cervicale suivie d'une manœuvre pour le tronc (pas d'une césarienne !)

## Prévention de la dystocie des épaules
La prévention de la dystocie des épaules est difficile, presque impossible car l'accident est le plus souvent imprévisible.
- L'estimation pondérale en fin de grossesse est peu fiable même par échographie réalisée à l'approche du terme.
- Les tentatives de corrélation entre le diamètre biachromial et l'existence d'une dystocie des épaules n'a pu être mis en évidence.
- 50 % des dystocies des épaules ne surviennent pas chez des fœtus macrosomes.
- Le diabète gestationnel n'explique que 20 % des macrosomies et une prise en charge adaptée du diabète gestationnel n'élimine que partiellement ce risque.